# Giacomo Ferrari (architetto)
Giacomo Giuseppe Ferrari (Torrechiara, 1747 – Pietroburgo, 1807) è stato un pittore e architetto italiano.

## Biografia

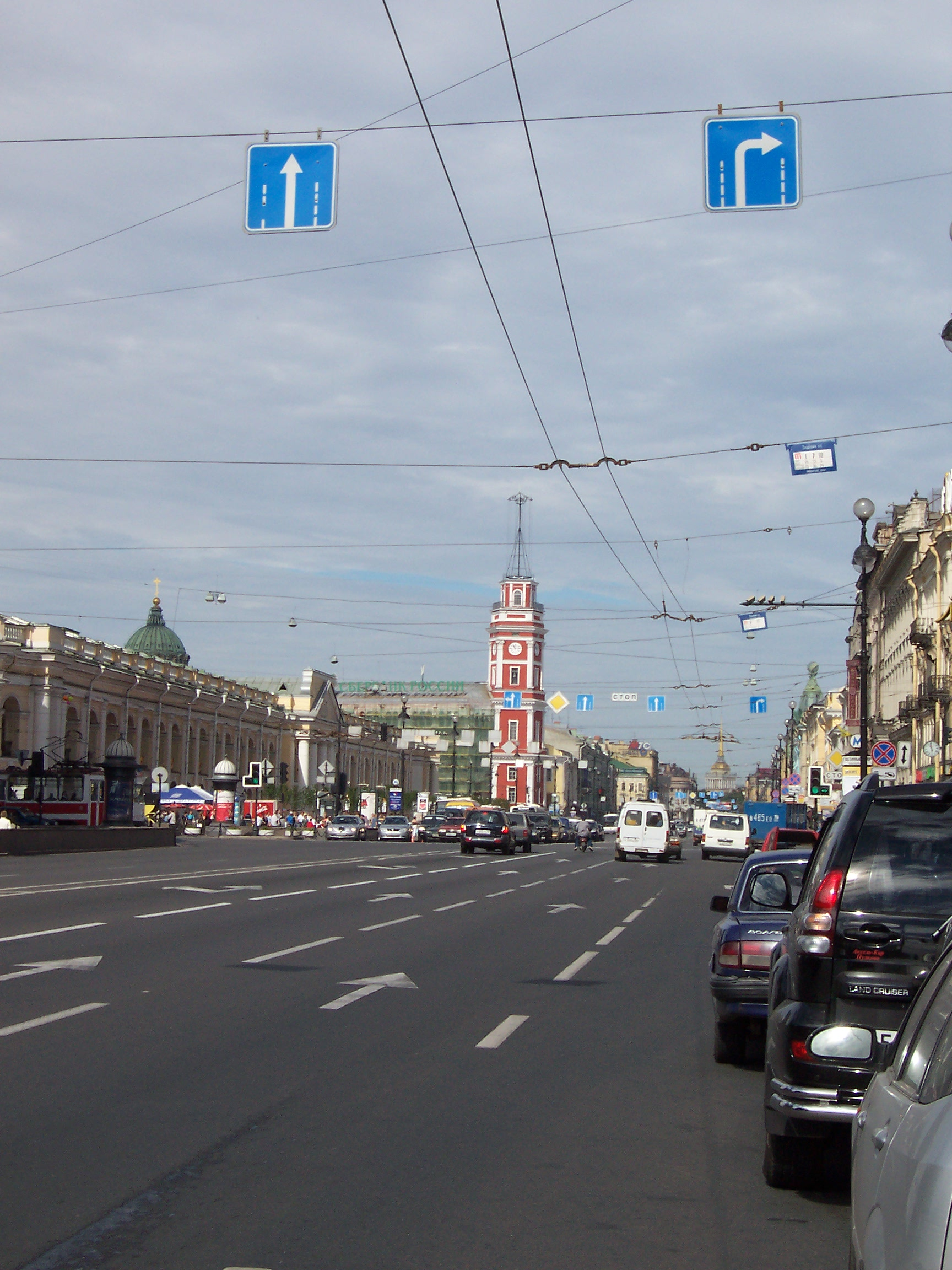
La torre rossa lungo la Prospettiva Nevskij

Allievo del Petitot, si formò come pittore all'Accademia di belle arti di Parma, dove vinse il concorso del 1773 per il progetto di una piazza cittadina in stile classicista. Nel 1775 fu nominato professore nella stessa Accademia. Decorò la facciata dell'Oratorio di San Giovanni Battista; è autore di numerose decorazioni pittoriche della reggia di Colorno (1773-1779). Dal 1779 divenne direttore delle Reali Fabbriche. 
Nel 1783 o nel 1790, su invito del connazionale Giacomo Quarenghi si trasferì a San Pietroburgo. In un primo momento ha eseguito dipinti nei palazzi di Alessandro e Ostankino; il giovane Domenico Gilardi, appena arrivato in Russia dalla Svizzera, era impiegato come suo apprendista.
In qualità di architetto, Ferrari ha supervisionato la costruzione del Gostiny Dvor sulla Prospettiva Nevskij; nel 1792-95 si aggiunse anche l'edificio presso la cattedrale luterana dei SS. Pietro e Paolo. Nel 1802-03, insieme a F. A. Shcherbakov, ha dipinto il teatro e alcune altre stanze del Palazzo di Tauride, che in quegli anni fu ricostruito dopo diversi anni di utilizzo come caserma. Un anno dopo, Luigi Rusca commissionò agli stessi artigiani la decorazione pittorica delle sale di Palazzo di Costantino, che aveva subito un incendio.
A lui si deve la torre rossa pentagonale di cinque piani della Duma di Pietroburgo, che progettò e costruì dal 1799 al 1804; la torre, tutt'oggi visibile lungo la Prospettiva Nevskij, della quale costituisce un importante punto di riferimento visivo, fu concepita come stazione di trasmissione del telegrafo ottico e poi utilizzata come punto di avvistamento per incendi.